# Horta del Valira
La Horta del Valira es un núcleo diseminado de la ciudad de Seo de Urgel. Se encuentra a la izquierda del río Valira y al otro lado de este queda Castellciutat, ambos al levante del municipio de Seo de Urgel donde termina el ensanche i el barrio de Santa Magdalena y la zona conocida como Beverly Hills.
Hasta hace poco era una zona de prados de hierba y de núcleos diseminados pero actualmente se está urbanizando y pasará a ser un barrio más de la Seo. Esta nueva área además de viviendas, acogerá parcelas de suelo público con la finalidad de formar el Parque Territorial del río Valira, continuidad del Parque de la Valira y otras para una residencia para gente mayor, el futuro hospital comarcal, el teatro municipal y una nueva escuela de primaria.
El estudio definitivo introdujo justamente modificaciones en el sector más próspero al Valira, por el riesgo de inundaciones. El plan urbano también deja abierta un futuro acceso a la Seo por el sur de Castellciutat que se haría al largo del término traversando la sierra mediante un túnel y cruzando la Valira con un nuevo puente.

Mapa del municipio de Seo de Urgel.